# 미셸 브레알

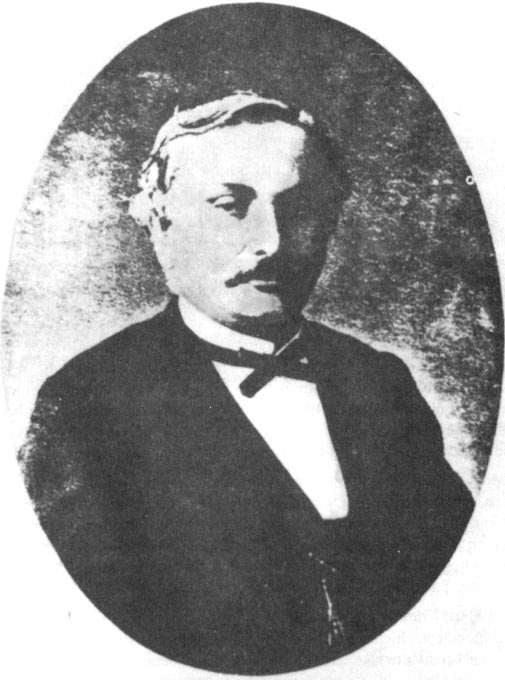
미셸 브레알

미셸 브레알(프랑스어: Michel Bréal)은 프랑스의 문헌학자로서, 현대 의미론의 창시자 중 한 명으로 여겨진다. 또한 친구 피에르 드 쿠베르탱에게 최초의 근대 올림픽인 1896년 아테네 올림픽에 마라톤 경주를 추가할 것을 제안한 "마라톤의 창시자"로서도 널리 알려져 있다.

## 같이 보기
- 조르주 뒤메질
- 앙투안 메이예